# Rozwiernik ostrorozwierkowy
Rozwiernik ostrorozwierkowy (Tubulicrinis subulatus (Bourdot & Galzin) Donk) – gatunek grzybów z rodziny szczeciniakowatych (Hymenochaetaceae).

## Systematyka i nazewnictwo
Pozycja w klasyfikacji według Index Fungorum: Tubulicrinis, Hymenochaetaceae, Hymenochaetales, Agaricomycetidae, Agaricomycetes, Agaricomycotina, Basidiomycota, Fungi.
Po raz pierwszy opisali go w 1801 r. Hubert Bourdot i Amédée Galzin nadając mu nazwę Peniophora glebulosa subsp. subulata. Obecną, uznaną przez Index Fungorum nazwę nadał mu w 1956r. Marinus Anton Donk. Synonimy:
- Peniophora cretacea subsp. subulata (Bourdot & Galzin) Bourdot & Galzin 1928
- Peniophora glebulosa f. subulata (Bourdot & Galzin) J. Erikss. 1948
- Peniophora glebulosa subsp. subulata Bourdot & Galzin 1913
- Peniophora subulata (Bourdot & Galzin) Donk 1931[2].

Nazwę polską nadał Władysław Wojewoda w 2003 r.

## Morfologia
Owocnik
Rozpostarty (resupinowaty), ściśle przylegający do podłoża, cienki (grubość do 0,2 mm), w stanie świeżym ciągły, po wysuszeniu pękający na nieregularne poletka. Przy powiększeniu silnie włochaty z powodu wystających cystyd. Powierzchnia o barwie od białej do kremowej lub żółtawobrązowej. Brzeg przerzedzony.
Cechy mikroskopowe
System strzępkowy monomityczny. Strzępki cienkościenne lub nieco pogrubione, o szerokości 2–2,5(–3) µm, nieamyloidalne, tworzące dość gęstą strukturę. Strzępki subikulum nieregularnie splecione, w subhymenium mniej lub bardziej gęsto upakowane, wszystkie strzępki ze sprzążkami. Cystydy cylindryczne, mocne, zwykle o długości 80–100 µm i szerokości 8–10 µm w środkowej części, na wierzchołku lekko zwężające się do szydłowatych i przeważnie z wierzchołkiem śluzowatym i inkrustowanym substancją krystaliczną z wyjątkiem najbardziej zewnętrznej, cienkościennej części. Podstawki tworzące dość gęstą palisadę. Mają kształt od wrzecionowatego do mniej lub bardziej szypułkowatego i wymiary 5–18(–20) × 3,5–4,5 µm. Są cienkościenne lub z pogrubionymi ścianami (zwłaszcza po zarodnikowaniu), nieamyloidalne, z czterema sterygmami i sprzążkami bazalnymi. Zarodniki kiełbaskowate, gładkie, cienkościenne, zazwyczaj 6–8 × 1,5–1,8 µm.
Najbardziej charakterystyczną cechą rozwiernika ostrorozwierkowego są szydłowate cystydy (w języku polskim zwane rozwierkami).

## Występowanie
Występuje w Ameryce Północnej, Europie, Azji i na Nowej Gwinei. W Europie podano liczne stanowiska, brak ich tylko na Bałkanach i na Półwyspie Apenińskim, ale inne źródła podają jego występowanie również na Półwyspie Apenińskim. W Polsce W. Wojewoda w 2003 r. przytacza cztery stanowiska, z uwagą, że częstość występowania, rozprzestrzenienie i stan zagrożenia tego gatunku w Polsce nie są znane. Mycobank podaje, że jest gatunkiem pospolitym.
Nadrzewny grzyb saprotroficzny rozwijający się na martwym drewnie drzew liściastych i iglastych. Występuje w różnego typu lasach na leżących na ziemi pniach i gałęziach świerka pospolitego, sosny zwyczajnej i topoli osika. Owocniki rozwijają się od kwietnia do września. Występuje głównie na drewnie drzew iglastych, sporadycznie liściastych.